# Afro Music Channel
Afro Music Channel é um canal de televisão por cabo e satélite de temática musical. Tendo sido fundado em 2006, o primeiro canal de televisão musical em Portugal dedicado a música africana e de origem africana, nomeadamente dos PALOP ou de artistas com origem nos PALOP, assim como de artistas com outras nacionalidades que lançam música influenciada pelas sonoridades desses país (como Buraka Som Sistema, por exemplo), adiantando-se muitos anos a canais similares, como o Trace Toca (estreado em 2014) ou o BOMSOM TV (estreado em 2021).
Na primeira metade da década de 2010, o canal também incluiu música de artistas anglófonos - nomeadamente norte-americanos - de R&B e Hip Hop na sua programação.
O canal possui sede em Espanha e transmite actualmente para Portugal, Malásia, Emirados Árabes Unidos e África, nomeadamente: Angola, Benim, Botswana, Burkina Faso, Burundi, Camarões, Cabo Verde, Chade, Cômoros, Congo, Costa do Marfim, Djibouti, Gâmbia, Guiné Equatorial, Eritreia, Etiópia, Gabão, Gana, Guiné Bissau, Reunião, Lesoto, Libéria, Malawi, Mali, Mauritânia, Maurícia, Mayotte, Moçambique, Níger, Nigéria, Quénia, República Centro-Africana, República Democrática do Congo, Ruanda, São Tomé e Príncipe, Senegal, Seychelles, Serra Leoa, Somália, Santa Helena, Sudão, Essuatíni, Tanzânia, Uganda, Zâmbia e Zimbabué. Em Portugal está presente nas plataformas da NOS,Vodafone, NOWO e na Altice . Em Angola e Moçambique na DStv, TV Cabo Angola, TV Cabo Moçambique, UAU TV e ZAP TV.
É o primeiro canal de música africana a lançar uma emissão específica para as plataformas móvel. Também é possível ver a emissão em Mobile TV através da Internet.
Afro Music Portugal - É um canal onde passam os temas da atualidade da música africana produzida em Portugal, onde se cruzam variados estilos musicais como a Kizomba, o Pop Afro, entre muitos. No Afro Music Portugal cruzam-se culturas e pretende-se ir ao encontro do gosto musical do telespectador. 
Afro Music Angola - O canal foi lançado como canal de distribuição exclusiva para a plataforma da ZAP TV para os mercados de Angola e Moçambique.
Afro Music Pop - Está presente em 65 países no continente africano, através da plataforma de distribuição de televisão paga DStv. O Afro Music Pop leva ao telespectador o que melhor se faz a nível musical em África e nos mercados internacionais. Em 2013, o canal também passou a ser distribuído pelo operador Qtelmedia para a Malásia, Qatar e Emirados Árabes Unidos. Tem um público-alvo jovem.
Afro Music Concert - É um canal de conteúdos musicais premium para um público de uma faixa etária mais adulta. Passa concertos ao vivo, documentários inéditos e entrevistas exclusivas com artistas. Em 2014, o Afro Music Concert passa a ser distribuído na plataforma da ZAP, em Angola e Moçambique.